# Canotaj la Jocurile Olimpice de vară din 2024 - Simplu vâsle feminin
Proba feminină de canotaj simplu vâsle de la Jocurile Olimpice de vară din 2024 a avut loc în perioada 27 iulie-3 august 2024 pe Stadionul Nautic Olimpic Național din Île-de-France, aflat la aproximativ 30 de kilometri de Paris.

## Program
Orele sunt ora Franței (UTC+1) 
| Data                    | Timp | Etapă              |
| ----------------------- | ---- | ------------------ |
| Sâmbătă, 27 iulie 2024  | 9:00 | Calificări         |
| Duminică, 28 iulie 2024 | 9:00 | Recalificări       |
| Luni, 29 iulie 2024     | 9:30 | Semifinale E/F     |
| Marți, 30 iulie 2024    | 9:30 | Sferturi de finală |
| Miercuri, 31 iulie 2024 | 9:30 | Semifinale C/D     |
| Joi, 1 august 2024      | 9:30 | Semifinale A/B     |
| Vineri, 2 august 2024   | 9:30 | Finalele D/E/F     |
| Sâmbătă, 3 august 2024  | 9:30 | Finalele A/B/C     |

## Rezultate

### Calificări
Primele trei din fiecare cursă se vor califica în sferturile de finală, iar celelalte vor concura în recalificări.

#### Calificări - cursa 1
Rezultate cursa 1
| Loc | Culoar | Concurentă          | Țară          | Timp    | Note |
| --- | ------ | ------------------- | ------------- | ------- | ---- |
| 1   | 5      | Tara Rigney         | Australia     | 7:30,71 | C    |
| 2   | 3      | Virginia Díaz Rivas | Spania        | 7:37,30 | C    |
| 3   | 2      | Paige Badenhorst    | Africa de Sud | 7:39,19 | C    |
| 4   | 4      | Fatemeh Mojallal    | Iran          | 8:01,30 | R    |
| 5   | 1      | Kathleen Noble      | Uganda        | 8:08,90 | R    |
| 6   | 6      | Evidelia González   | Nicaragua     | 8:23,25 | R    |

#### Calificări - cursa 2
Rezultate cursa 2
| Loc | Culoar | Concurentă                      | Țară     | Timp    | Note |
| --- | ------ | ------------------------------- | -------- | ------- | ---- |
| 1   | 3      | Karolien Florijn                | Olanda   | 7:36,90 | C    |
| 2   | 4      | Aurelia-Maxima Katharina Janzen | Elveția  | 7:41,15 | C    |
| 3   | 1      | Nina Kostanjšek                 | Slovenia | 7:46,30 | C    |
| 4   | 5      | Joanie Delgaco                  | Filipine | 7:56,26 | R    |
| 5   | 2      | Nihed Benchadli                 | Algeria  | 8:06,62 | R    |
| 6   | 6      | Majdouline El Allaoui           | Maroc    | 8:30,47 | R    |

#### Calificări - cursa 3
Rezultate cursa 3
| Loc | Culoar | Concurentă       | Țară          | Timp    | Note |
| --- | ------ | ---------------- | ------------- | ------- | ---- |
| 1   | 3      | Emma Twigg       | Noua Zeelandă | 7:34,97 | C    |
| 2   | 4      | Hanna Prakatsen  | Uzbekistan    | 7:37,80 | C    |
| 3   | 2      | Kenia Lechuga    | Mexic         | 7:46,11 | C    |
| 4   | 1      | Alejandra Alonso | Paraguay      | 7:52,44 | R    |
| 5   | 5      | Yariulvis Cobas  | Cuba          | 8:11,13 | R    |

#### Calificări - cursa 4
Rezultate cursa 4
| Loc | Culoar | Concurentă         | Țară     | Timp    | Note |
| --- | ------ | ------------------ | -------- | ------- | ---- |
| 1   | 2      | Viktorija Senkutė  | Lituania | 7:30,01 | C    |
| 2   | 5      | Tatsiana Klimovich | AIN      | 7:34,31 | C    |
| 3   | 3      | Beatriz Tavares    | Brazilia | 7:49,66 | C    |
| 4   | 4      | Elis Özbay         | Turcia   | 7:57,06 | R    |
| 5   | 1      | Adriana Sanguineti | Peru     | 8:03,87 | R    |

#### Calificări - cursa 5
Rezultate cursa 5
| Loc | Culoar | Concurentă         | Țară        | Timp    | Note |
| --- | ------ | ------------------ | ----------- | ------- | ---- |
| 1   | 3      | Alexandra Föster   | Germania    | 7:36,35 | C    |
| 2   | 1      | Desislava Angelova | Bulgaria    | 7:42,73 | C    |
| 3   | 5      | Diana Dymchenko    | Azerbaidjan | 7:52,53 | C    |
| 4   | 2      | Phạm Thị Huệ       | Vietnam     | 8:03,84 | R    |
| 5   | 4      | Saiyidah Aisyah    | Singapore   | 8:17,04 | R    |

#### Calificări - cursa 6
Rezultate cursa 6
| Loc | Culoar | Concurentă       | Țară                       | Timp    | Note |
| --- | ------ | ---------------- | -------------------------- | ------- | ---- |
| 1   | 2      | Kara Kohler      | Statele Unite ale Americii | 7:32,46 | C    |
| 2   | 5      | Magdalena Lobnig | Austria                    | 7:39,39 | C    |
| 3   | 3      | Jovana Arsić     | Serbia                     | 7:52,53 | C    |
| 4   | 1      | Suad Al-Faqaan   | Kuweit                     | 8:16,32 | R    |
| 5   | 4      | Akoko Komlanvi   | Togo                       | 8:44,88 | R    |

### Recalificări
Primele două din fiecare cursă se vor califica în sferturile de finală, iar celelalte vor concura în Semifinalele E/F (care nu contează pentru acordarea de medalii).

#### Recalificări - cursa 1
Rezultate recalificări cursa 1
| Loc | Culoar | Concurentă        | Țară      | Timp    | Note |
| --- | ------ | ----------------- | --------- | ------- | ---- |
| 1   | 3      | Joanie Delgaco    | Filipine  | 7:55,00 | CSF  |
| 2   | 4      | Phạm Thị Huệ      | Vietnam   | 8:00,97 | CSF  |
| 3   | 2      | Yariulvis Cobas   | Cuba      | 8:10,64 | E/F  |
| 4   | 1      | Evidelia González | Nicaragua | 8:26,23 | E/F  |
| 5   | 5      | Akoko Komlanvi    | Togo      | 8:43,11 | E/F  |

#### Recalificări - cursa 2
Rezultate recalificări cursa 2
| Loc | Culoar | Concurentă       | Țară      | Timp    | Note |
| --- | ------ | ---------------- | --------- | ------- | ---- |
| 1   | 2      | Fatemeh Mojallal | Iran      | 7:56,48 | CSF  |
| 2   | 3      | Elis Özbay       | Turcia    | 8:00,00 | CSF  |
| 3   | 4      | Nihed Benchadli  | Algeria   | 8:10,34 | E/F  |
| 4   | 1      | Saiyidah Aisyah  | Singapore | 8:23,03 | E/F  |

#### Recalificări - cursa 3
Rezultate recalificări cursa 3
| Loc | Culoar | Concurentă            | Țară     | Timp    | Note |
| --- | ------ | --------------------- | -------- | ------- | ---- |
| 1   | 2      | Alejandra Alonso      | Paraguay | 7:57,14 | CSF  |
| 2   | 4      | Adriana Sanguineti    | Peru     | 8:07,05 | CSF  |
| 3   | 1      | Kathleen Noble        | Uganda   | 8:15,10 | E/F  |
| 4   | 5      | Suad Al-Faqaan        | Kuweit   | 8:28,89 | E/F  |
| 5   | 3      | Majdouline El Allaoui | Maroc    | 8:42,07 | E/F  |

### Sferturi de finală
Primele trei din fiecare cursă se vor califica în semifinalele A/B, iar celelalte vor concura în Semifinalele C/D.

#### Sferturi de finală - cursa 1
| Loc | Culoar | Concurent          | Țară                       | Timp    | Note |
| --- | ------ | ------------------ | -------------------------- | ------- | ---- |
| 1   | 4      | Tara Rigney        | Australia                  | 7:30,57 | A/B  |
| 2   | 3      | Kara Kohler        | Statele Unite ale Americii | 7:34,96 | A/B  |
| 3   | 5      | Desislava Angelova | Bulgaria                   | 7:41,25 | A/B  |
| 4   | 2      | Beatriz Tavares    | Brazilia                   | 7:47,29 | C/D  |
| 5   | 1      | Adriana Sanguineti | Peru                       | 7:57,84 | C/D  |
| 6   | 6      | Fatemeh Mojallal   | Iran                       | 8:00,37 | C/D  |

#### Sferturi de finală - cursa 2
| Loc | Culoar | Concurent          | Țară     | Timp    | Note |
| --- | ------ | ------------------ | -------- | ------- | ---- |
| 1   | 3      | Karolien Florijn   | Olanda   | 7:29,07 | A/B  |
| 2   | 4      | Alexandra Föster   | Germania | 7:30,98 | A/B  |
| 3   | 5      | Tatsiana Klimovich | AIN      | 7:34,30 | A/B  |
| 4   | 6      | Alejandra Alonso   | Paraguay | 7:47,40 | C/D  |
| 5   | 2      | Kenia Lechuga      | Mexic    | 7:50,35 | C/D  |
| 6   | 1      | Phạm Thị Huệ       | Vietnam  | 7:56,96 | C/D  |

#### Sferturi de finală - cursa 3
| Loc | Culoar | Concurent                       | Țară          | Timp    | Note |
| --- | ------ | ------------------------------- | ------------- | ------- | ---- |
| 1   | 3      | Emma Twigg                      | Noua Zeelandă | 7:26,89 | A/B  |
| 2   | 2      | Aurelia-Maxima Katharina Janzen | Elveția       | 7:31,12 | A/B  |
| 3   | 4      | Virginia Díaz Rivas             | Spania        | 7:34,01 | A/B  |
| 4   | 1      | Diana Dymchenko                 | Azerbaidjan   | 7:53,76 | C/D  |
| 5   | 5      | Jovana Arsić                    | Serbia        | 7:56,18 | C/D  |
| 6   | 6      | Joanie Delgaco                  | Filipine      | 7:58,30 | C/D  |

#### Sferturi de finală - cursa 4
| Loc | Culoar | Concurent         | Țară          | Timp    | Note |
| --- | ------ | ----------------- | ------------- | ------- | ---- |
| 1   | 3      | Viktorija Senkutė | Lituania      | 7:33,35 | QAB  |
| 2   | 4      | Hanna Prakatsen   | Uzbekistan    | 7:35,91 | QAB  |
| 3   | 2      | Magdalena Lobnig  | Austria       | 7:40,07 | QAB  |
| 4   | 5      | Paige Badenhorst  | Africa de Sud | 7:44,03 | C/D  |
| 5   | 1      | Nina Kostanjšek   | Slovenia      | 7:56,31 | C/D  |
| 6   | 6      | Elis Özbay        | Turcia        | 7:56,51 | C/D  |

### Semifinale
Primele trei din fiecare cursă se vor califica în finalele E/C/A, iar celelalte vor concura în finalele F/D/B.

#### Semifinala E/F - cursa 1
Rezultate semifinale E/F cursa 1
| Loc | Culoar | Concurent       | Țară      | Timp    | Note |
| --- | ------ | --------------- | --------- | ------- | ---- |
| 1   | 2      | Yariulvis Cobas | Cuba      | 8:36,16 | FE   |
| 2   | 3      | Saiyidah Aisyah | Singapore | 8:47,41 | FE   |
| 3   | 1      | Suad Al-Faqaan  | Kuweit    | 9:01,78 | FE   |
| 4   | 4      | Akoko Komlanvi  | Togo      | 9:16,28 | FF   |

#### Semifinala E/F - cursa 2
Rezultate semifinale E/F cursa 2
| Loc | Culoar | Concurent             | Țară      | Timp    | Note |
| --- | ------ | --------------------- | --------- | ------- | ---- |
| 1   | 1      | Nihed Benchadli       | Algeria   | 8:34,67 | FE   |
| 2   | 2      | Kathleen Noble        | Uganda    | 8:38,70 | FE   |
| 3   | 3      | Evidelia González     | Nicaragua | 8:43,78 | FE   |
| 4   | 4      | Majdouline El Allaoui | Maroc     | 8:49,70 | FF   |

#### Semifinala C/D - cursa 1
| Loc | Culoar | Concurent        | Țară     | Timp    | Note |
| --- | ------ | ---------------- | -------- | ------- | ---- |
| 1   | 2      | Jovana Arsić     | Serbia   | 7:44,60 | FC   |
| 2   | 5      | Nina Kostanjšek  | Slovenia | 7:48,86 | FC   |
| 3   | 3      | Beatriz Tavares  | Brazilia | 7:49,96 | FC   |
| 4   | 4      | Alejandra Alonso | Paraguay | 7:56,50 | FD   |
| 5   | 1      | Joanie Delgaco   | Filipine | 8:00,18 | FD   |
| 6   | 6      | Fatemeh Mojallal | Iran     | 8:06,23 | FD   |

#### Semifinala C/D - cursa 2
| Loc | Culoar | Concurent          | Țară          | Timp    | Note |
| --- | ------ | ------------------ | ------------- | ------- | ---- |
| 1   | 3      | Paige Badenhorst   | Africa de Sud | 7:55,91 | FC   |
| 2   | 5      | Kenia Lechuga      | Mexic         | 7:58,00 | FC   |
| 3   | 4      | Diana Dymchenko    | Azerbaidjan   | 7:59,23 | FC   |
| 4   | 6      | Elis Özbay         | Turcia        | 8:02,47 | FD   |
| 5   | 2      | Adriana Sanguineti | Peru          | 8:17,84 | FD   |
| 6   | 1      | Phạm Thị Huệ       | Vietnam       | 8:22,85 | FD   |

#### Semifinala A/B - cursa 1
| Loc | Culoar | Concurent                       | Țară       | Timp    | Note |
| --- | ------ | ------------------------------- | ---------- | ------- | ---- |
| 1   | 3      | Karolien Florijn                | Olanda     | 7:21,26 | FA   |
| 2   | 4      | Tara Rigney                     | Australia  | 7:23,58 | FA   |
| 3   | 6      | Desislava Angelova              | Bulgaria   | 7:27,16 | FA   |
| 4   | 2      | Hanna Prakatsen                 | Uzbekistan | 7:29,28 | FB   |
| 5   | 5      | Aurelia-Maxima Katharina Janzen | Elveția    | 7:31,65 | FB   |
| 6   | 1      | Virginia Díaz Rivas             | Spania     | 7:37,52 | FB   |

#### Semifinala A/B - cursa 2
| Loc | Culoar | Concurent          | Țară                       | Timp    | Note |
| --- | ------ | ------------------ | -------------------------- | ------- | ---- |
| 1   | 3      | Emma Twigg         | Noua Zeelandă              | 7:17,19 | FA   |
| 2   | 4      | Viktorija Senkutė  | Lituania                   | 7:19,15 | FA   |
| 3   | 2      | Kara Kohler        | Statele Unite ale Americii | 7:22,33 | FA   |
| 4   | 5      | Alexandra Föster   | Germania                   | 7:24,63 | FB   |
| 5   | 1      | Tatsiana Klimovich | AIN                        | 7:26,56 | FB   |
| 6   | 6      | Magdalena Lobnig   | Austria                    | 7:40,02 | FB   |

### Finale

#### Finala F
| Loc | Culoar | Concurentă            | Țară  | Timp    | Note |
| --- | ------ | --------------------- | ----- | ------- | ---- |
| 31  | 2      | Majdouline El Allaoui | Maroc | 8:20,81 |      |
| 32  | 1      | Akoko Komlanvi        | Togo  | 8:46,73 |      |

#### Finala E
| Loc | Culoar | Concurentă        | Țară      | Timp    | Note |
| --- | ------ | ----------------- | --------- | ------- | ---- |
| 25  | 4      | Nihed Benchadli   | Algeria   | 7:54,25 |      |
| 26  | 2      | Kathleen Noble    | Uganda    | 7:56,10 |      |
| 27  | 3      | Yariulvis Cobas   | Cuba      | 7:57,99 |      |
| 28  | 5      | Saiyidah Aisyah   | Singapore | 8:03,29 |      |
| 29  | 6      | Suad Al-Faqaan    | Kuweit    | 8:05,18 |      |
| 30  | 1      | Evidelia González | Nicaragua | 8:08,61 |      |

#### Finala D
| Loc | Culoar | Concurentă         | Țară     | Timp    | Note |
| --- | ------ | ------------------ | -------- | ------- | ---- |
| 19  | 4      | Alejandra Alonso   | Paraguay | 7:42,09 |      |
| 20  | 2      | Joanie Delgaco     | Filipine | 7:43,83 |      |
| 21  | 1      | Fatemeh Mojallal   | Iran     | 7:46,08 |      |
| 22  | 3      | Elis Özbay         | Turcia   | 7:46,95 |      |
| 23  | 6      | Phạm Thị Huệ       | Vietnam  | 7:47,84 |      |
| 24  | 5      | Adriana Sanguineti | Peru     | 7:49,31 |      |

#### Finala C
| Loc | Culoar | Concurentă       | Țară          | Timp    | Note |
| --- | ------ | ---------------- | ------------- | ------- | ---- |
| 13  | 4      | Jovana Arsić     | Serbia        | 7:26,09 |      |
| 14  | 3      | Paige Badenhorst | Africa de Sud | 7:27,76 |      |
| 15  | 6      | Beatriz Tavares  | Brazilia      | 7:31,31 |      |
| 16  | 2      | Kenia Lechuga    | Mexic         | 7:31,99 |      |
| 17  | 1      | Diana Dymchenko  | Azerbaidjan   | 7:35,19 |      |
| 18  | 5      | Nina Kostanjšek  | Slovenia      | 7:39,00 |      |

#### Finala B
| Loc | Culoar | Concurentă                      | Țară       | Timp    | Note |
| --- | ------ | ------------------------------- | ---------- | ------- | ---- |
| 7   | 3      | Alexandra Föster                | Germania   | 7:23,53 |      |
| 8   | 5      | Tatsiana Klimovich              | AIN        | 7:25,61 |      |
| 9   | 2      | Aurelia-Maxima Katharina Janzen | Elveția    | 7:27,01 |      |
| 10  | 1      | Magdalena Lobnig                | Austria    | 7:30,54 |      |
| 11  | 4      | Hanna Prakatsen                 | Uzbekistan | 7:33,57 |      |
| 12  | 6      | Virginia Díaz Rivas             | Spania     | 7:34,61 |      |

#### Finala A
| Loc | Culoar | Concurentă         | Țară                       | Timp    | Note |
| --- | ------ | ------------------ | -------------------------- | ------- | ---- |
| 1   | 3      | Karolien Florijn   | Olanda                     | 7:17,28 |      |
| 2   | 4      | Emma Twigg         | Noua Zeelandă              | 7:19,14 |      |
| 3   | 5      | Viktorija Senkutė  | Lituania                   | 7:20,85 |      |
| 4   | 2      | Tara Rigney        | Australia                  | 7:21,38 |      |
| 5   | 6      | Kara Kohler        | Statele Unite ale Americii | 7:25,07 |      |
| 6   | 1      | Desislava Angelova | Bulgaria                   | 7:33,19 |      |